# Cuba op de Olympische Zomerspelen 1976
Cuba nam deel aan de Olympische Zomerspelen 1976 in Montréal, Canada. Ten opzichte van de vorige editie verdubbelde het aantal gouden medailles van drie naar zes.

## Medailleoverzicht
| Sport     | Olympiër | Discipline  | Medaille |
| --------- | --- | ----------- | -------- |
| Atletiek  | Alberto Juantorena | 400m (m)    | Goud     |
| Atletiek  | Alberto Juantorena | 800m (m)    | Goud     |
| Boksen    | Jorge Hernández | -48kg (m)   | Goud     |
| Boksen    | Ángel Herrera | -57kg (m)   | Goud     |
| Boksen    | Teófilo Stevenson | +81kg (m)   | Goud     |
| Judo      | Héctor Rodríquez | -63kg (m)   | Goud     |
| Atletiek  | Alejandro Casañas | 400m (m)    | Zilver   |
| Boksen    | Ramón Duvalón | -51kg (m)   | Zilver   |
| Boksen    | Andrés Aldama | -63,5kg (m) | Zilver   |
| Boksen    | Sixto Soria | -81kg (m)   | Zilver   |
| Boksen    | Rolando Garbey | -71kg (m)   | Brons    |
| Boksen    | Luis Martínez | -75kg (m)   | Brons    |
| Volleybal | Alfredo Figueredo Victor García Diego Lapera Leonel Marshall Ernesto Martinez Lorenzo Martinez Jorge Pérez Antonio Rodríguez Carlos Salas Victoriano Sarmientos Jesús Savigne Raúl Virches | zaal (m)    | Brons    |

## Deelnemers en resultaten

### Atletiek
| Olympiër                                                        | Discipline               | Resultaat | Prestatie                                                                                             |
| --------------------------------------------------------------- | ------------------------ | --------- | --- |
| Francisco Gómez                                                 | 100m (m)                 | 17e       | serie 6: 4de in 10,68 kwartfinale 4: 5de in 10,49                                                     |
| Silvio Leonard                                                  | 100m (m)                 | 19e       | serie 9: 2de in 10,62 kwartfinale 2: 5de in 10,59                                                     |
| Hermes Ramírez                                                  | 100m (m)                 | 36e       | serie 8: 4de in 10,72                                                                                 |
| Eddy Gutiérrez                                                  | 400m (m)                 | 22e       | serie 3: 5de in 47,89 kwartfinale 3: 6de in 46,65                                                     |
| Alberto Juantorena                                              | 400m (m)                 | Goud      | serie 6: 3de in 47,89 kwartfinale 2: 2de in 45,92 halve finale 1: 1ste in 45,10 finale: 1ste in 44,26 |
| Carlos Noroña                                                   | 400m (m)                 | 36e       | serie 1: 6de in 48,46                                                                                 |
| Leandro Civil                                                   | 800m (m)                 | 12e       | serie 1: 3de in 1.45,88 halve finale 2: 6de in 1.47,31                                                |
| Alberto Juantorena                                              | 800m (m)                 | Goud      | serie 4: 1ste in 1.47,15 halve finale 1: 1ste in 1.45,88 finale: 1ste in 1.43,50 (WR)                 |
| Luis Medina                                                     | 800m (m)                 | 34e       | serie 6: 6de in 1.50,15                                                                               |
| Luis Medina                                                     | 1500m (m)                | 26e       | serie 5: 6de in 3.42,71                                                                               |
| Alejandro Casañas                                               | 110m horden (m)          | Zilver    | serie 2: 2de in 13,73 halve finale 2: 1ste in 13,34 finale: 2de in 13,33                              |
| Dámaso Alfonso                                                  | 400m horden (m)          | 7e        | serie 1: 3de in 50,76 halve finale 2: 3de in 49,84 finale: 7de in 50,19                               |
| Francisco Gomez Alejandro Casanas Hermes Ramirez Silvio Leonard | 4x100m (m)               | 5e        | serie 3: 1ste in 39,54 halve finale 1: 2de in 39,25 finale: 5de in 39,01                              |
| Eddy Gutierrez Damaso Alfonso Carlos Alvarez Alberto Juantorena | 4x400m (m)               | 7e        | serie 2: 3de in 3.05,19 finale: 7de in 3.03,81                                                        |
| Rigoberto Mendoza                                               | marathon (m)             | 33e       | 2:22.43                                                                                               |
| Milán Matos                                                     | verspringen (m)          | 18e       | kwalificatie groep A: 13de met 7,57m                                                                  |
| Armando Herrera                                                 | hink-stap-springen (m)   | 19e       | kwalificatie groep A: 11de met 15,98m                                                                 |
| Pedro Pérez                                                     | hink-stap-springen (m)   | 4e        | kwalificatie groep B: 2de met 16,51m finale: 4de met 16,81m                                           |
| Richard Spencer                                                 | hoogspringen (m)         | 29e       | kwalificatie groep B: 12de met 2,05m                                                                  |
| Roberto Moré                                                    | polsstokhoogspringen (m) | DNF       | kwalificatie groep B: 3de met 5,10m finale: geen geldige poging                                       |
| Julián Morrinson                                                | discuswerpen (m)         | 16e       | kwalificatie groep B: 6de met 59,92m                                                                  |
|                                                                 |                          |           | |
| Silvia Chivás                                                   | 100m (v)                 | 15e       | serie 4: 3de in 11,43 kwartfinale 3: 4de in 11,42 halve finale 1: 7de in 11,43                        |
| Isabel Taylor                                                   | 100m (v)                 | 30e       | serie 3: 4de in 11,73 kwartfinale 4: 8ste in 11,92                                                    |
| Carmen Valdés                                                   | 100m (v)                 | 19e       | serie 6: 5de in 11,47 kwartfinale 2: 5de in 11,52                                                     |
| Isabel Taylor Carmen Valdés Fulgencia Romay Silvia Chivás       | 4x100m (v)               | 10e       | serie 2: 5de in 44,29                                                                                 |
| Ana Alexander                                                   | verspringen (v)          | 13e       | kwalificatie groep A: 9de met 6,20m                                                                   |
| María Elena Sarría                                              | kogelstoten (v)          | 11e       | 16,31m                                                                                                |
| María Cristina Betancourt                                       | discuswerpen (v)         | 7e        | kwalificatie: 5de met 61,46m finale: 7de met 63,86m                                                   |
| Carmen Romero                                                   | discuswerpen (v)         | 9e        | kwalificatie: 3de met 63,40m finale: 9de met 61,18m                                                   |

### Basketbal
| Olympiër | Discipline | Resultaat | Prestatie |
| --- | ---------- | --------- | --- |
| Juan Domecq Ruperto Herrera Juan Roca Pedro Chappe Alejandro Ortíz Rafael Cañizares Daniel Scott Angel Padron Tomás Herrera Oscar Varona Alejandro Urgelles Felix Morales | mannen     | 17e       | groep A: 3de W van Australië: 111-89 V van Canada: 79-84 W van Japan: 97-56 W van Mexico: 89-75 V van Sovjet-Unie: 72-98 5-8ste plek: V van Tsjecho-Slowakije: 76-91 7-8ste plek: W van Australië: 92-81 |

| Groep A |             |             |             |             |            |            |            |        |
| #       | Land        | Wedstrijden | Wedstrijden | Wedstrijden | Doelpunten | Doelpunten | Doelpunten | Punten |
| #       | Land        | G           | W           | V           | V          | T          | Saldo      | Punten |
| 1       | Sovjet-Unie | 5           | 5           | 0           | 548        | 374        | +174       | 10     |
| 2       | Canada      | 5           | 4           | 1           | 446        | 416        | +30        | 9      |
| 3       | Cuba        | 5           | 3           | 2           | 448        | 402        | +46        | 8      |
| 4       | Australië   | 5           | 2           | 3           | 472        | 481        | −9         | 7      |
| 5       | Mexico      | 5           | 1           | 4           | 461        | 511        | −50        | 6      |
| 6       | Japan       | 5           | 0           | 5           | 364        | 555        | −191       | 5      |

| Ronde       | Datum    | Plaats | Land   | Score             | Land |
| ----------- | -------- | ------ | ------ | ----------------- | ---- |
| Groepsfase  |          |        |        |                   |      |
| 18 juli     | Montréal | Cuba   | 111-89 | Australië         |      |
| 19 juli     | Montréal | Canada | 84-79  | Cuba              |      |
| 21 juli     | Montréal | Japan  | 56-97  | Cuba              |      |
| 23 juli     | Montréal | Mexico | 75-89  | Cuba              |      |
| 24 juli     | Montréal | Cuba   | 72-98  | Sovjet-Unie       |      |
| 5-8ste plek |          |        |        |                   |      |
| 25 juli     | Montréal | Cuba   | 76-91  | Tsjecho-Slowakije |      |
| 7-8ste plek |          |        |        |                   |      |
| 27 juli     | Montréal | Cuba   | 92-81  | Australië         |      |

### Boksen
| Olympiër             | Discipline  | Resultaat | Prestatie |
| -------------------- | ----------- | --------- | --- |
| Jorge Hernández      | -48kg (m)   | Goud      | 1ste ronde: W van BUL Fuchedzhiev: scheidsrechterlijke beslissing 2de ronde: W van PNG Zarawi: knock-out kwartfinale: W van KOR Park: 3-2 halve finale: W van PUR Maldonado: 5-0 finale: W van PRK Li: 4-1                                   |
| Ramón Duvalón        | -51kg (m)   | Zilver    | 1ste ronde: vrij 2de ronde: W van NIG Hancaradu: opgave 3de ronde: W van JPN Koga: 5-0 kwartfinale: W van CAN Clyde: 5-0 halve finale: W van URS Torosjan: gediskwalificeerd finale: V van USA Randolph: 2-3                                 |
| Orlando Martínez     | -54kg (m)   | 9e        | 1ste ronde: vrij 2de ronde: W van VEN Rengifo: 5-0 3de ronde: V van KOR Chul: 2-3 |
| Ángel Herrera        | -57kg (m)   | Goud      | 1ste ronde: vrij 2de ronde: W van IND Sik: knock-out 3de ronde: W van VEN Pacheco: 5-0 kwartfinale: W van USA Armstrong: 3-2 halve finale: W van MEX Paredes: 5-0 finale: W van GDR Nowakowski: knock-out                                    |
| Reinaldo Valiente    | -60kg (m)   | 9e        | 1ste ronde: vrij 2de ronde: W van ESP Rubio: 5-0 3de ronde: V van YUG Rusevski: 0-5 |
| Andrés Aldama        | -63,5kg (m) | Zilver    | 1ste ronde: vrij 2de ronde: W van TUR Bürçü: scheidsrechterlijke beslissing 3de ronde: W van DOM Sánchez: scheidsrechterlijke beslissing kwartfinale: W van HUN Nagy halve finale: W van BUL Kolev: knock-out finale: V van USA Leonard: 0-5 |
| Emilio Correa        | -67kg (m)   | 9e        | 1ste ronde: vrij 2de ronde: W van BUL Yankov: scheidsrechterlijke beslissing 3de ronde: V van VEN Gamarro: scheidsrechterlijke beslissing |
| Rolando Garbey       | -71kg (m)   | Brons     | 1ste ronde: W van MGL Olzwoi: knock-out 2de ronde: W van ISV Liburd: scheidsrechterlijke beslissing kwartfinale: W van FIN Kosunen: scheidsrechterlijke beslissing halve finale: V van YUG Kačar: 1-4                                        |
| Luis Felipe Martínez | -75kg (m)   | Brons     | 1ste ronde: W van VEN Obelmejias: 5-0 2de ronde: W van GDR Wittenburg: 3-2 kwartfinale: W van YUG Vujković: 5-0 halve finale: V van URS Riskiyev: 2-3                                                                                        |
| Sixto Soria          | -81kg (m)   | Zilver    | 1ste ronde: vrij 2de ronde: W van PUR Rosa: knock-out kwartfinale: W van FRG Gruber: knock-out halve finale: W van ROU Dafinoiu finale: V van USA Spinks: scheidsrechterlijke beslissing                                                     |
| Sixto Soria          | +81kg (m)   | Goud      | 1ste ronde: vrij 2de ronde: W van SEN Drame: knock-out kwartfinale: W van FIN Ruokola: knock-out halve finale: W van USA Tate: knock-out finale: W van USA Şimon                                                                             |

### Gewichtheffen
| Olympiër            | Discipline  | Resultaat | Prestatie                                                         |
| ------------------- | ----------- | --------- | ----------------------------------------------------------------- |
| Francisco Casamayor | -52kg (m)   | 5e        | trekken: 4de met 100 kg stoten: 4de met 127,5 kg totaal: 227,5 kg |
| Daniel Natez        | -52kg (m)   | 8e        | trekken: 10de met 92,5 kg stoten: 7de met 122,5 kg totaal: 215 kg |
| Carlos Lastre       | -56kg (m)   | 7e        | trekken: 6de met 105 kg stoten: 7de met 135 kg totaal: 240 kg     |
| Pedro Fuentes       | -60kg (m)   | 7e        | trekken: 6de met 112,5 kg stoten: 6de met 145 kg totaal: 257,5 kg |
| Tony Urrutia        | -67,5kg (m) | 6e        | trekken: 3de met 130 kg stoten: 6de met 162,5 kg totaal: 292,5 kg |
| Daniel Zayas        | -75kg (m)   | 8e        | trekken: 5de met 140 kg stoten: 9de met 170 kg totaal: 310 kg     |
| Alberto Blanco      | -90kg (m)   | 6e        | trekken: 7de met 152,5 kg stoten: 4de met 192,5 kg totaal: 345 kg |
| Javier Gonzalez     | -110kg (m)  | 6e        | trekken: 7de met 160 kg stoten: 7de met 205 kg totaal: 365 kg     |
| Gerardo Fernandez   | +110kg (m)  | 6e        | trekken: 4de met 165 kg stoten: 6de met 200 kg totaal: 365 kg     |

### Judo
| Olympiër         | Discipline      | Resultaat | Prestatie |
| ---------------- | --------------- | --------- | --- |
| Héctor Rodríquez | -63kg (m)       | Goud      | 1ste ronde: W van CMR Abolo: walk-over 2de ronde: W van POL Sandowicz kwartfinale: W van POR Gomes halve finale: W van HUN Tuncsik finale: W van KOR Chang |
| José Ibañez      | -93kg (m)       | 18e       | |
| José Ibañez      | open klasse (m) | 11e       | |

### Roeien
| Olympiër | Discipline      | Resultaat | Prestatie                                            |
| --- | --------------- | --------- | ---------------------------------------------------- |
| Francisco Rodriguez César Herrera Ramon Luperon Nelson Simon Cirilo Suarez                                                                 | dubbel-vier (m) | 10e       | serie 2: 5de in 8.00,68 herkansingen: 4de in 6.10,11 |
| Israel Gorguet Francisco Mora Hermenegildo Palacio Angel Ramirez Luis Alonso Humberto Dorrego Alcides Risco Porfirio Reynoso Jesus Rosello | acht (m)        | 10e       | serie 1: 4de in 5.44,30 herkansingen: 4de in 5.47,33 |

### Schermen
| Olympiër                                                                      | Discipline      | Resultaat | Prestatie |
| ----------------------------------------------------------------------------- | --------------- | --------- | --- |
| Jorge Garbey                                                                  | floret (m)      | 22e       | 1ste ronde groep 1: 3de met 4 overwinningen 2de ronde groep 6: 3de met 3 overwinningen halve finale 3: 6de met 1 overwinning    |
| Eduardo Jhons                                                                 | floret (m)      | 34e       | 1ste ronde groep 9: 4de met 2 overwinningen 2de ronde groep 4: 6de met 0 overwinningen                                          |
| Enrique Salvat                                                                | floret (m)      | 17e       | 1ste ronde groep 2: 2de met 5 overwinningen 2de ronde groep 5: 3de met 3 overwinningen halve finale 2: 5de met 2 overwinningen  |
| Eduardo Jhons Enrique Salvat Jorge Garbey Pedro Hernández                     | floret team (m) | 9e        | 1ste ronde groep 2: 3de met 0 overwinningen                                                                                     |
| Francisco de la Torre                                                         | sabel (m)       | 7e        | 1ste ronde groep 8: 3de met 2 overwinningen 2de ronde groep 1: 1ste met 5 overwinningen halve finale 4: 3de met 3 overwinningen |
| Manuel Ortíz                                                                  | sabel (m)       | 10e       | 1ste ronde groep 6: 2de met 3 overwinningen 2de ronde groep 5: 1ste met 5 overwinningen halve finale 2: 4de met 2 overwinningen |
| Guzman Salazar                                                                | sabel (m)       | 25e       | 1ste ronde groep 5: 3de met 3 overwinningen 2de ronde groep 3: 5de met 2 overwinningen                                          |
| Manuel Ortíz Francisco de la Torre Guzman Salazar Ramón Hernández Lazaro Mora | sabel team (m)  | 5e        | 1ste ronde groep 3: 2de met 3 overwinningen kwartfinale: V van Hongarije                                                        |
|                                                                               |                 |           | |
| Margarita Rodríguez                                                           | floret (v)      | 30e       | 1ste ronde groep 6: 1ste met 3 overwinningen 2de ronde groep 4: 6de met 1 overwinning                                           |
| Milady Tack-Fang                                                              | floret (v)      | 39e       | 1ste ronde groep 5: 5de met 1 overwinning                                                                                       |
| Nancy Uranga                                                                  | floret (v)      | 47e       | 1ste ronde groep 2: 5de met 0 overwinningen                                                                                     |
| Milady Tack-Fang Marlene Font Nancy Uranga Margarita Rodríguez                | floret team (v) | 9e        | 1ste ronde groep 2: 3de met 0 overwinningen                                                                                     |

### Schietsport
| Olympiër          | Discipline             | Resultaat | Prestatie                        |
| ----------------- | ---------------------- | --------- | -------------------------------- |
| Miguel Valdes     | 50m geweer 3 houdingen | 23e       | 1138 punten: (392-382-364)       |
| José González     | 50m geweer liggend     | 51e       | 584 punten: (96-98-97-98-97-98)  |
| Miguel Valdes     | 50m geweer liggend     | 12e       | 591 punten: (99-100-99-99-98-96) |
| Roberto Castrillo | skeet                  | 30e       | 189 punten                       |
| Rubén Vega        | skeet                  | 35e       | 188 punten                       |

### Turnen
| Olympiër              | Discipline               | Resultaat | Prestatie                             |
| --------------------- | ------------------------ | --------- | ------------------------------------- |
| Nelson Fernandez      | meerkamp individueel (m) | 76e       | kwalificatie: 76ste met 105,15 punten |
| Roberto Leon Richards | meerkamp individueel (m) | 88e       | kwalificatie: 88ste met 100,65 punten |

### Voetbal
| Olympiër | Discipline | Resultaat | Prestatie                                     |
| --- | ---------- | --------- | --------------------------------------------- |
| José Francisco Reinoso Lorenzo Sotomayor Luis Holmaza Antonio Garcés René Bonora José Luis Elejalde Andrés Roldán José Cepero Dagoberto Lara Luis Hernández Francisco Farinas Roberto Pereira Miguel Rivero Regino Delgado Jorge Massó Fermín Maderos Carlos Loredo | mannen     | 11e       | groep C: 3de G van Polen: 0-0 V van Iran: 0-1 |

| Groep C |       |             |             |             |             |            |            |            |        |
| #       | Land  | Wedstrijden | Wedstrijden | Wedstrijden | Wedstrijden | Doelpunten | Doelpunten | Doelpunten | Punten |
| #       | Land  | G           | W           | G           | V           | V          | T          | Saldo      | Punten |
| 1       | Polen | 2           | 1           | 1           | 0           | 3          | 2          | +1         | 3      |
| 2       | Iran  | 2           | 1           | 0           | 1           | 3          | 3          | 0          | 2      |
| 3       | Cuba  | 2           | 0           | 1           | 1           | 0          | 1          | −1         | 1      |

| Ronde      | Datum  | Plaats | Land | Score | Land |
| ---------- | ------ | ------ | ---- | ----- | ---- |
| Groepsfase |        |        |      |       |      |
| 18 juli    | Ottawa | Polen  | 0-0  | Cuba  |      |
| 20 juli    | Ottawa | Iran   | 1-0  | Cuba  |      |

### Volleybal

#### Mannen
| Olympiër | Discipline | Resultaat | Prestatie |
| --- | ---------- | --------- | --- |
| Leonel Marshall Victoriano Sarmientos Ernesto Martínez Victor García Carlos Salas Raúl Vilches Jesús Savigne Lorenzo Martínez Diego Lapera Antonio Rodríguez Alfredo Figueredo Jorge Pérez | zaal (m)   | Brons     | groep A: 2de W van Tsjecho-Slowakije: 3-1 (15-6, 10-15, 15-5, 15-6) V van Polen: 2-3 (15-13, 15-10, 6-15, 9-15, 18-20) W van Zuid-Korea: 3-0 (15-4, 15-5, 15-6) W van Canada: 15-10, 15-9, 15-3 halve finale: V van Sovjet-Unie: 0-3 (12-15, 7-15, 8-15) bronzen finale: W van Japan: 3-0 (15-8, 15-9, 15-8) |

| Groep A |             |             |             |             |             |             |             |        |        |        |        |
| #       | Land        | Wedstrijden | Wedstrijden | Wedstrijden | Wedstrijden | Wedstrijden | Wedstrijden | Punten | Punten | Punten | Punten |
| #       | Land        | G           | W           | V           | SW          | SV          | SR          | SPW    | SPL    | Saldo  | Punten |
| 1       | Sovjet-Unie | 3           | 3           | 0           | 9           | 4           | +5          | 186    | 137    | +49    | 6      |
| 2       | Zuid-Korea  | 3           | 2           | 1           | 7           | 7           | 0           | 179    | 171    | +8     | 5      |
| 3       | Cuba        | 3           | 1           | 2           | 6           | 7           | −1          | 150    | 168    | −18    | 4      |
| 4       | DDR         | 3           | 0           | 3           | 5           | 9           | −4          | 144    | 183    | −39    | 3      |

| Ronde          | Datum    | Plaats | Land | Score             | Land |
| -------------- | -------- | ------ | ---- | ----------------- | ---- |
| Groepsfase     |          |        |      |                   |      |
| 19 juli        | Montréal | Cuba   | 3-1  | Tsjecho-Slowakije |      |
| 21 juli        | Montréal | Polen  | 3-2  | Cuba              |      |
| 23 juli        | Montréal | Cuba   | 3-0  | Zuid-Korea        |      |
| 25 juli        | Montréal | Cuba   | 3-0  | Canada            |      |
| Halve finale   |          |        |      |                   |      |
| 29 juli        | Montréal | Cuba   | 0-3  | Sovjet-Unie       |      |
| Bronzen finale |          |        |      |                   |      |
| 30 juli        | Montréal | Japan  | 0-3  | Cuba              |      |

#### Vrouwen
| Olympiër | Discipline | Resultaat | Prestatie |
| --- | ---------- | --------- | --- |
| Mercedes Perez Imilses Telles Ana Díaz Mercedes Pomares Lucila Urgelles Mercedes Roca Miriam Herrera Claudina Villaurrutia Melanea Tartabull Nelly Barnet Ana María García Evelina Borroto | zaal (v)   | 5e        | groep B: 3de W van DDR: 3-1 (7-15, 15-5, 15-5, 15-13) V van Sovjet-Unie: 1-3 (9-15, 15-13, 11-15, 10-15) V van Zuid-Korea: 2-3 (16-14, 4-15, 8-15, 15-13, 10-15) 5-8ste plek: V van Canada: 3-2 (13-15, 15-7, 14-16, 15-9, 15-3) 5-6de plek: W van DDR: 3-0 (15-12, 15-12, 15-8) |

| Groep B |             |             |             |             |             |             |             |        |        |        |        |
| #       | Land        | Wedstrijden | Wedstrijden | Wedstrijden | Wedstrijden | Wedstrijden | Wedstrijden | Punten | Punten | Punten | Punten |
| #       | Land        | G           | W           | V           | SW          | SV          | SR          | SPW    | SPL    | Saldo  | Punten |
| 1       | Sovjet-Unie | 3           | 3           | 0           | 9           | 4           | +5          | 186    | 137    | +49    | 6      |
| 2       | Zuid-Korea  | 3           | 2           | 1           | 7           | 7           | 0           | 179    | 171    | +8     | 5      |
| 3       | Cuba        | 3           | 1           | 2           | 6           | 7           | −1          | 150    | 168    | −18    | 4      |
| 4       | DDR         | 3           | 0           | 3           | 5           | 9           | −4          | 144    | 183    | −39    | 3      |

| Ronde       | Datum    | Plaats     | Land | Score       | Land |
| ----------- | -------- | ---------- | ---- | ----------- | ---- |
| Groepsfase  |          |            |      |             |      |
| 20 juli     | Montréal | DDR        | 1-3  | Cuba        |      |
| 22 juli     | Montréal | Cuba       | 1-3  | Sovjet-Unie |      |
| 24 juli     | Montréal | Zuid-Korea | 3-2  | Cuba        |      |
| 5-8ste plek |          |            |      |             |      |
| 26 juli     | Montréal | Canada     | 2-3  | Cuba        |      |
| 5-6de plek  |          |            |      |             |      |
| 27 juli     | Montréal | DDR        | 0-3  | Cuba        |      |

### Waterpolo
| Olympiër | Discipline | Resultaat | Prestatie |
| --- | ---------- | --------- | --- |
| David Rodríguez Eugenio Almenteros Gerardo Rodríguez Jesús Pérez Jorge Rizo Lazaro Costa Nelson Domínguez Oriel Domínguez Oscar Periche Osvaldo García Ramon Peña | mannen     | 7e        | groep A: 3de G van Joegoslavië: 4-4 V van Italië: 6-8 W van Iran: 12-3 7-12de plek: 1ste W van Sovjet-Unie: 5-0 W van Canada: 7-5 G van Mexico: 4-4 W van Iran: 10-2 W van Australië: 8-3 |

| Groep A |             |             |             |             |             |        |        |        |        |
| #       | Land        | Wedstrijden | Wedstrijden | Wedstrijden | Wedstrijden | Punten | Punten | Punten | Punten |
| #       | Land        | G           | W           | G           | V           | V      | T      | Saldo  | Punten |
| 1       | Italië      | 3           | 2           | 1           | 0           | 26     | 13     | +13    | 5      |
| 2       | Joegoslavië | 3           | 1           | 2           | 1           | 25     | 10     | +15    | 4      |
| 3       | Cuba        | 3           | 1           | 1           | 1           | 22     | 15     | +7     | 3      |
| 4       | Iran        | 3           | 0           | 0           | 3           | 4      | 19     | −35    | 0      |

| Ronde      | Datum    | Plaats      | Land | Score | Land |
| ---------- | -------- | ----------- | ---- | ----- | ---- |
| Groepsfase |          |             |      |       |      |
| 18 juli    | Montréal | Joegoslavië | 4-4  | Cuba  |      |
| 19 juli    | Montréal | Italië      | 6-8  | Cuba  |      |
| 20 juli    | Montréal | Cuba        | 12-3 | Iran  |      |

| Groep 7-12de plaats |             |             |             |             |             |        |        |        |        |
| #                   | Land        | Wedstrijden | Wedstrijden | Wedstrijden | Wedstrijden | Punten | Punten | Punten | Punten |
| #                   | Land        | G           | W           | G           | V           | V      | T      | Saldo  | Punten |
| 1                   | Cuba        | 5           | 4           | 1           | 0           | 34     | 14     | +20    | 9      |
| 2                   | Sovjet-Unie | 5           | 3           | 1           | 1           | 33     | 16     | +17    | 7      |
| 3                   | Canada      | 5           | 2           | 2           | 1           | 27     | 21     | +6     | 6      |
| 4                   | Mexico      | 5           | 1           | 3           | 1           | 26     | 19     | +7     | 5      |
| 5                   | Australië   | 5           | 1           | 1           | 3           | 20     | 25     | −5     | 3      |
| 6                   | Iran        | 5           | 0           | 0           | 5           | 8      | 53     | −45    | 0      |

| Ronde      | Datum    | Plaats | Land | Score       | Land |
| ---------- | -------- | ------ | ---- | ----------- | ---- |
| Groepsfase |          |        |      |             |      |
| 22 juli    | Montréal | Cuba   | 5-0  | Sovjet-Unie |      |
| 23 juli    | Montréal | Canada | 5-7  | Cuba        |      |
| 24 juli    | Montréal | Cuba   | 4-4  | Mexico      |      |
| 26 juli    | Montréal | Cuba   | 10-2 | Iran        |      |
| 27 juli    | Montréal | Cuba   | 8-3  | Australië   |      |

### Wielersport
| Olympiër                                                               | Discipline                    | Resultaat | Prestatie          |
| Baan                                                                   | Baan                          | Baan      | Baan               |
| ---------------------------------------------------------------------- | ----------------------------- | --------- | ------------------ |
| Raúl Marcelo Vázquez                                                   | individuele achtervolging (m) | 17e       | kwalificatie: 17de |
| Weg                                                                    |                               |           |                    |
| Gregorio Aldo Arencibia                                                | wegwedstrijd (m)              | DNF       | niet gefinisht     |
| Carlos Cardet                                                          | wegwedstrijd (m)              | 14e       | 4:49.01            |
| Roberto Menéndez                                                       | wegwedstrijd (m)              | DNF       | niet gefinisht     |
| Jorge Pérez                                                            | wegwedstrijd (m)              | DNF       | niet gefinisht     |
| Carlos Cardet Gregorio Aldo Arencibia Jorge Gómez Raúl Marcelo Vázquez | ploegentijdrit (m)            | 14e       | 2:17.00            |

### Worstelen
| Olympiër         | Discipline  | Resultaat   | Prestatie |
| Vrije stijl      | Vrije stijl | Vrije stijl | Vrije stijl |
| ---------------- | ----------- | ----------- | --- |
| Miguel Alonso    | -48kg (m)   | 10e         | 1ste ronde: V van BUL Isaev: 8-25 2de ronde: W van CAN Takahashi: 13-2 3de ronde: V van KOR Kim: 11-38                                                                             |
| Eloy Abreu       | -52kg (m)   | 8e          | 1ste ronde: V van URS Ivanov: gediskwalificeerd 2de ronde: W van USA Haines: 13-12 3de ronde: W van PRK Li: 16-12 4de ronde: V van BUL Selimov: 9-9                                |
| Jorge Ramos      | -57kg (m)   | 9e          | 1ste ronde: V van HUN Klinga: 6-13 2de ronde: W van GBR Gill: 19-6 3de ronde: W van MEX López: gediskwalificeerd 4de ronde: V van MGL Khoilogdorj                                  |
| José Ramos       | -57kg (m)   | 9e          | 1ste ronde: W van CAN Llewellyn 2de ronde: W van BUL Zhekov: 9-4 3de ronde: W van GDR Probst: 10-8 4de ronde: W van HUN Kocsis: 8-3 5de ronde: V van USA Keaser: gediskwalificeerd |
| Bárbaro Morgan   | -90kg (m)   | 9e          | 1ste ronde: W van TUR Temiz: 13-5 2de ronde: V van ROU Morcov: 8-9 3de ronde: W van IRI Soleimani 4de ronde: V van USA Peterson                                                    |
| Lázaro Morales   | +100kg (m)  | 13e         | 1ste ronde: V van GDR Gehrke 2de ronde: V van ROU Şimon: gediskwalificeerd |
| Grieks-Romeins   |             |             | |
| Sirvano Valdes   | -48kg (m)   | 10e         | 1ste ronde: W van POL Zajączkowski: 11-6 2de ronde: V van CAN Kawasaki 3de ronde: V van JPN Moriwaki                                                                               |
| Erasmo Estrada   | -68kg (m)   | 18e         | 1ste ronde: V van TUR Mutlu: gediskwalificeerd 2de ronde: V van GDR Wehling |
| Idalberto Barbán | -74kg (m)   | 13e         | 1ste ronde: W van USA Matthews: 13-10 2de ronde: V van POL Krzesiński: gediskwalificeerd 3de ronde: V van FIN Huhtala: 3-12                                                        |

Amerikaanse Maagdeneilanden · Andorra · Antigua en Barbuda · Argentinië · Australië · Bahama's · Barbados · België · Belize · Bermuda · Bolivia · Bondsrepubliek Duitsland · Brazilië · Bulgarije · Canada · Chili · Colombia · Costa Rica · Cuba · Denemarken · Dominicaanse Republiek · Duitse Democratische Republiek · Ecuador · Egypte · Fiji · Filipijnen · Finland · Frankrijk · Griekenland · Groot-Brittannië · Guatemala · Haïti · Honduras · Hongarije · Hongkong · Ierland · IJsland · India · Indonesië · Iran · Israël · Italië · Ivoorkust · Jamaica · Japan · Joegoslavië · Kaaimaneilanden · Kameroen · Koeweit · Libanon · Liechtenstein · Luxemburg · Maleisië · Marokko · Mexico · Monaco · Mongolië · Nederland · Nederlandse Antillen · Nepal · Nicaragua · Nieuw-Zeeland · Noord-Korea · Noorwegen · Oostenrijk · Pakistan · Panama · Papoea-Nieuw-Guinea · Paraguay · Peru · Polen · Portugal · Puerto Rico · Roemenië · San Marino · Saoedi-Arabië · Senegal · Singapore · Sovjet-Unie · Spanje · Suriname · Thailand · Trinidad en Tobago · Tsjecho-Slowakije · Tunesië · Turkije · Uruguay · Venezuela · Verenigde Staten · Zuid-Korea · Zweden · Zwitserland